# میوزه
موزهٔ گربهٔ ایرانی یا میوزه (برگرفته از کلمهٔ موزه و میو میو کردن گربه‌ها) نخستین موزه و کافه گربه در ایران است. این موزه در ساختمانی سه طبقهٔ کوچک و قدیمی در تهران موقعیت دارد و در آن حدود ۳۰ گربه نگهداری می‌شود. این کافه موزه در دی ماه سال ۱۳۹۸ با حضور ۴ گربه و با مجوز رسمی سازمان میراث فرهنگی، صنایع دستی و گردشگری راه‌اندازی شد.
گربه‌های این موزه از نژادهای مختلفی همچون پرشین، بریتیش، راشن بلو و DSH هستند.
این موزه تاکنون چندین بار به دلایل مختلف پلمپ شده است.

## تاریخچه
بابک اکبری مدیر موزهٔ گربه‌های ایرانی، در خصوص ایدهٔ راه‌اندازی این موزه چنین گفته است: «اصل کار ما فروش کتاب در شهرک اکباتان است. این ایده از زمانی به ذهن ما رسید که چند سال پیش یعنی حدود سال ۹۴ گربه‌ای وارد کتابفروشی ما شد و بعد از مدتی اقامت در همان‌جا صاحب فرزند شد. این شروع ارتباط و آشنایی ما با موضوع گربه‌ها بود و به مرور آن گربه تبدیل به نماد شهرک اکباتان شد، سال ۹۷ ایده راه‌اندازی موزهٔ گربه به ذهنم رسید و زمانی که در مورد آن جستجو کردم، فهمیدم که نمونه‌های خارجی از این موزه هم وجود دارد و ما حتی خیلی از ایده‌های خود را از آن موزه‌ها گرفتیم. در نهایت دی ماه سال ۱۳۹۸ این کافه موزه با حضور ۴ گربه و با مجوز رسمی سازمان میراث فرهنگی، گردشگری و صنایع دستی راه‌اندازی شد».

## بخش‌ها
در سالن پایین موزه شما شاهد تمبرهایی با موضوع گربه خواهید بود که مربوط به کشورهای مختلف است. در راهروی طبقه اول، عکس‌هایی از گربه‌های پرشین وجود دارد که اولین عکاسی‌ها از گربه‌های پرشین محسوب می‌شود که بیش از صد سال قدمت دارد.
یکی از سالن‌های موزه مربوط به کتاب موش و گربهٔ عبید زاکانی است و تصاویر و نگارگری‌هایی با قدمت ۶۰ تا ۱۰۰ سال را از این کتاب می‌بینیم. یک سری تابلوها هم وجود دارد که مربوط به نقاشی ایرانی است که در آن گربه وجود داشته و اصل این نقاشی‌ها در کاخ موزهٔ گلستان و کتابخانهٔ مجلس است.